# Schmölz (Schwarzenbach am Wald)
Schmölz (früher Unterschmölz genannt) ist ein Gemeindeteil der Stadt Schwarzenbach am Wald im Landkreis Hof (Oberfranken, Bayern). Schmölz liegt in der Gemarkung Löhmar.

## Geografie
Die Einöde liegt am Leupoldsbach und ist allseits von Waldgebieten umgeben. Ein Anliegerweg führt zur Kreisstraße HO 28 bei Oberleupoldsberg (1,5 km nordöstlich).

## Geschichte
Früher fand im Ort Eisenerzverhüttung statt. Dementsprechend wurde der Ort benannt (Schmölz = schmelzen).
Schmölz gehörte zur Realgemeinde Löhmar. Gegen Ende des 18. Jahrhunderts bestand Schmölz aus zwei Anwesen. Die Hochgerichtsbarkeit sowie die Grundherrschaft über die beiden Tropfhäuser hatte das bayreuthische Verwaltungsamt Schwarzenbach am Wald.
Von 1797 bis 1810 unterstand Schmölz dem Justiz- und Kammeramt Naila. Infolge des Ersten Gemeindeedikts wurde Schmölz dem 1812 gebildeten Steuerdistrikt Schwarzenbach am Wald und der zugleich entstandenen Ruralgemeinde Löhmar zugewiesen. Am 1. April 1971 wurde Schmölz im Zuge der Gebietsreform in Bayern nach Schwarzenbach eingegliedert.

### Einwohnerentwicklung
| Jahr      | 1799   | 1819  | 1861   | 1871   | 1885  | 1900   | 1925   | 1950   | 1961   | 1970   | 1987  |
| Einwohner | 17     | 6     | 24     | 23     | 17    | 20     | 21     | 10     | 6      | 6      | 3     |
| Häuser    | 3      |       |        |        | 3     | 3      | 3      | 3      | 3      |        | 2     |
| Quelle    | [ 11 ] | [ 8 ] | [ 12 ] | [ 13 ] | [ 2 ] | [ 14 ] | [ 15 ] | [ 16 ] | [ 17 ] | [ 18 ] | [ 1 ] |

## Religion
Schmölz ist evangelisch-lutherisch geprägt und war ursprünglich nach Schwarzenbach am Wald gepfarrt, seit 1818 ist die Pfarrei St. Michael (Bernstein am Wald) zuständig.